# چارلی جین آندرس
چارلی جین آندرس (انگلیسی: Charlie Jane Anders) نویسنده، ویراستاری، مجری، هنر اجرا، نشر اهل ایالات متحده آمریکا است.
وی همچنین برندهٔ جوایزی همچون جایزه نبیولا برای بهترین رمان و جایزه ادبی لامدا شده‌است.
او یک زن ترنس است.